# 卡羅維發利州
卡羅維發利州（捷克語：Karlovarský kraj），也称卡尔斯巴德州（德語：Region Karlsbad），是捷克最西部的州，歷史上屬於波希米亞。面積3,314平方公里，人口294,896（2019年）。州府卡羅維發利（德語稱卡爾斯巴德）。该州与德国接壤。

## 历史
该州属于曾经的蘇台德地區，曾是一个以德意志人为主体民族的地区。公元10世纪以后先后属于波希米亚公国和波希米亞王國，后被奥匈帝国的前身哈布斯堡君主国和奧地利帝國吞并。奥匈帝国时期因为当地丰富的煤、铁和硫磺矿产而成为波希米亚地区的工业中心，其工业以军工产业和重工业为主。1918年奥匈帝国在一战战败后解体，该地区属于新独立的捷克斯洛伐克。1938年，納粹德國借口保护德国侨民，通过《慕尼黑协定》侵占苏台德地区，卡罗维发利州被德国划入本土。1945年纳粹德国投降，苏联红军解放该地，联合捷克斯洛伐克政府一起将当地的德国人驱逐。该地区目前以捷克人为主，德国人占比很低。目前这一地区仍然以重工业而闻名，但旅游业、服务业和新经济活动在迅速发展。